# Бош, Роберт
Роберт Бош (нем. Robert Bosch; 23 сентября 1861 года — 12 марта 1942 года) — немецкий промышленник, инженер и изобретатель; основатель компании Robert Bosch GmbH.

## Биография

### Ранние годы

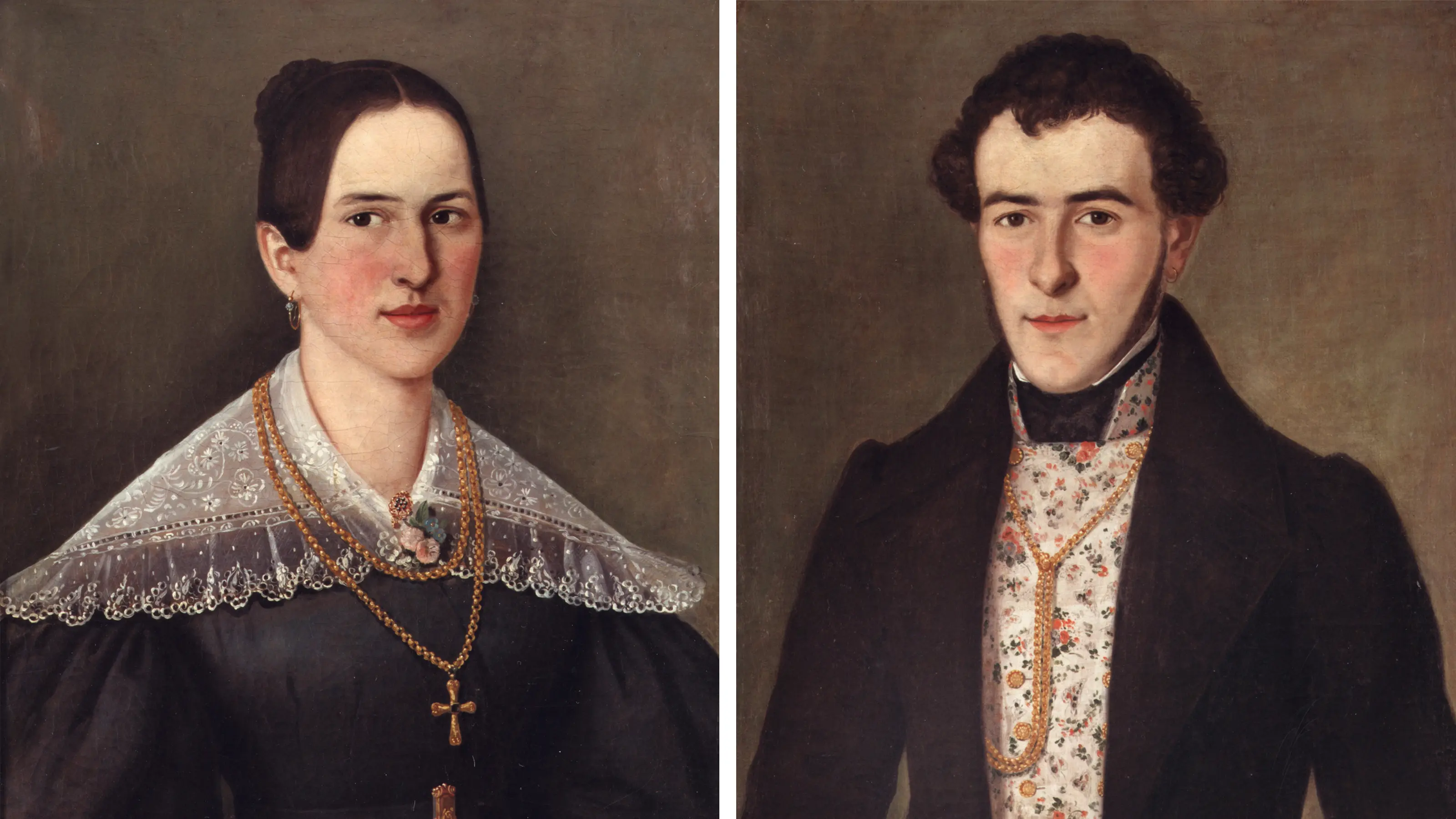
Портреты родителей Боша (1838)

Роберт Бош, одиннадцатый ребёнок в семье из двенадцати, родился в 1861 году в городке Альбек (ныне — в составе Лангенау), неподалёку от города Ульм. Его отец, Сервациус Бош, был зажиточным крестьянином и считался очень образованным и начитанным человеком для своей социальной среды. Он владел собственной гостиницей и пивоварней, а также располагал отдельным участком земли, за проезд по которому собирал пошлину.
Весной 1869 года семья Бош переехала в Ульм. С 1869 по 1876 годы Роберт Бош обучался в Ульмской школе, а затем устроился работать помощником мастера точной механики. После практического обучения Бош ещё семь лет работал в различных компаниях в Германии, США (у Томаса Эдисона в Нью-Йорке) и Великобритании (в немецкой фирме Siemens). С 1 октября 1881 по 1 октября 1882 года он проходил добровольную военную службу в 13-м инженерном батальоне, которую окончил в статусе унтер-офицера и офицер-аспиранта. В 1894 году Бош посещал лекции в Высшей технической школе Штутгарта.

### Основание компании

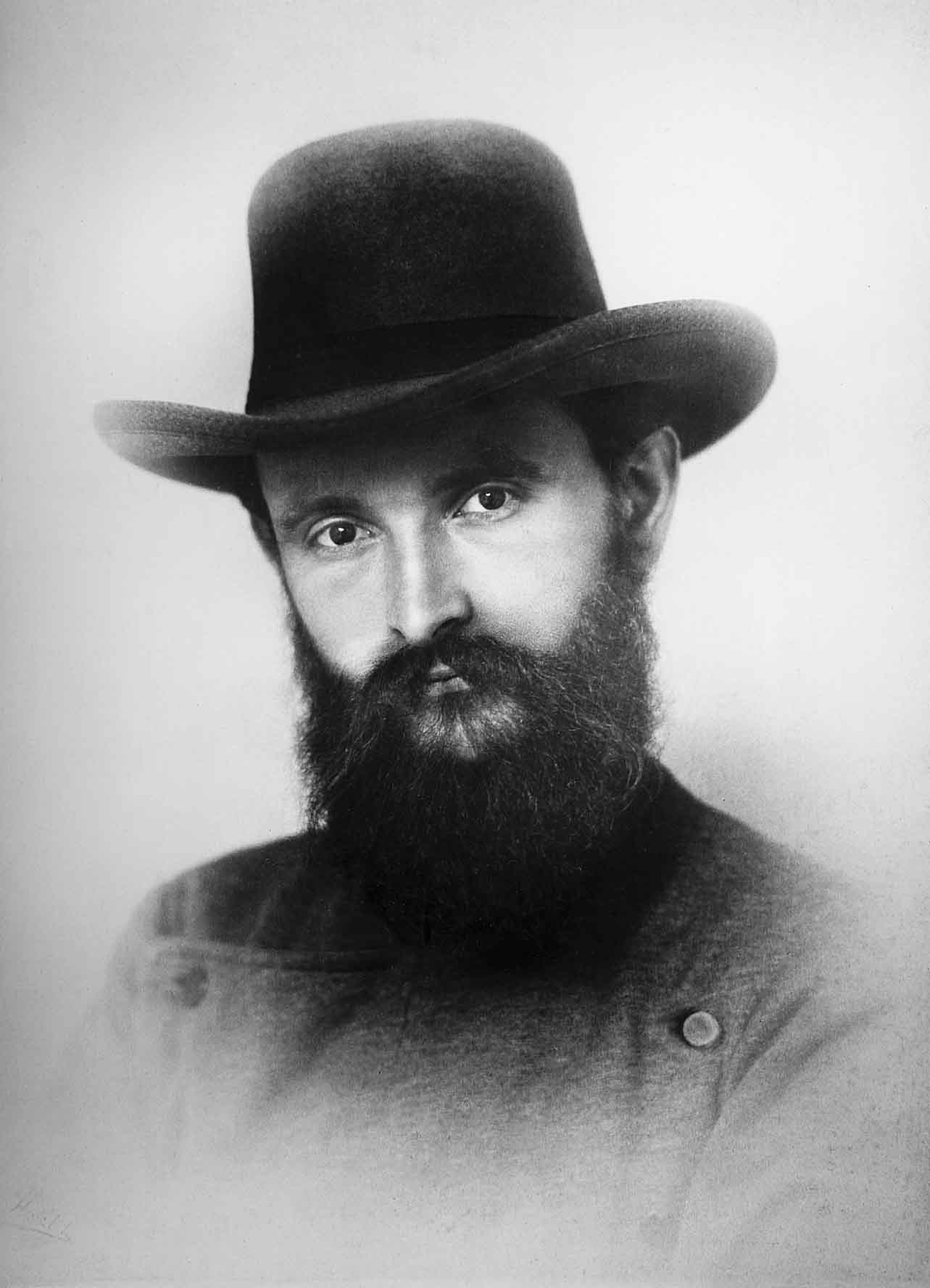
Роберт Бош в 1888 году

15 ноября 1886 года открыл в Штутгарте собственную фирму, получившую название «Мастерская точной механики и электротехники» (нем. Werkstätte für Feinmechanik und Elektrotechnik). В первые годы после открытия собственного дела ему приходилось нелегко, так как львиная доля прибыли уходила на закупку нового оборудования. В это время Бош занимался в основном производством электрического оборудования, но также иногда вынужден был браться и за непрофильные заказы. К своим клиентам он ездил на велосипеде и приучал к этому своих сотрудников. Подобное его поведение вызывало немалое любопытство у жителей Штутгарта, поскольку в то время подобный способ передвижения был весьма необычен.

### Система зажигания от магнето

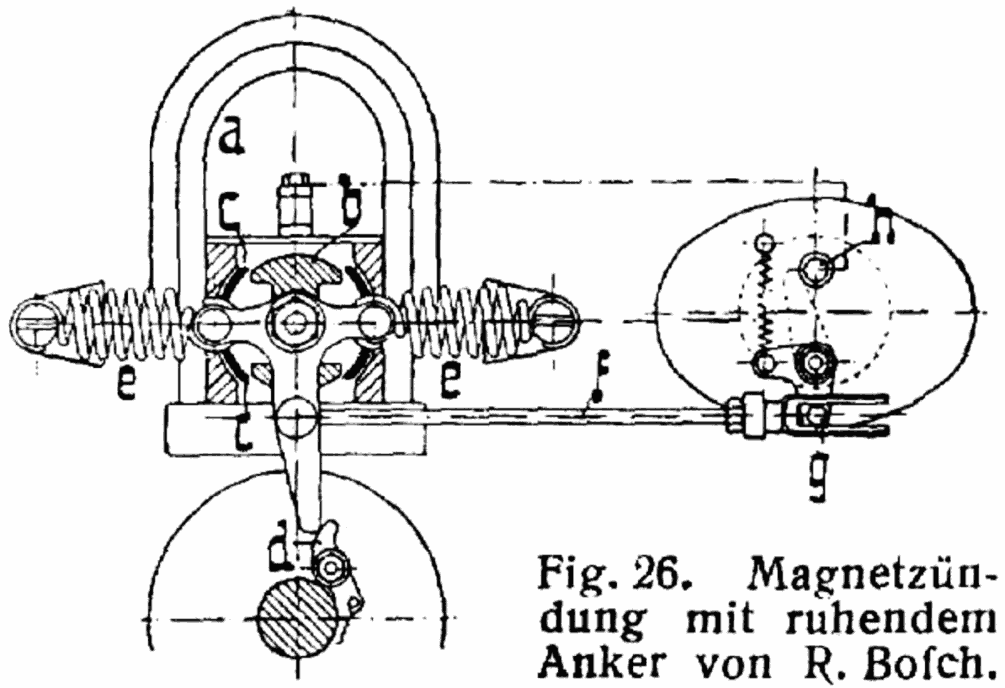
Магнето

В 1887 году фирма Боша по заказу одного из клиентов разработала первое коммерчески успешное устройство зажигания от магнето для стационарного газового двигателя. Однако испытания показали, что оно мало подходит для повседневного использования. После нескольких месяцев разработок компании удалось усовершенствовать аппарат, благодаря чему количество заказов резко возросло, и к началу 1890-х годов на устройства зажигания от магнето приходилось около половины объёма продаж фирмы.
В 1897 году Бош по заказу компании «Daimler» адаптировал устройство зажигания от магнето на двигатель транспортного средства — трицикла De Dion Bouton. Успешно справившись с этой задачей, Бош решил проблему зажигания для высокооборотных автомобильных двигателей внутреннего сгорания — одну из главных технических проблем становления автомобильной техники.
В 1902 году Готтлоб Хонольд, ученик Боша, разработал зажигание от магнето высокого напряжения, где искра возникала между электродами свечи зажигания, сделав теперь возможным универсальное использование системы.

### Расширение компании
Своё расширение компания Боша начала с начала XX века: сначала в Великобритании, а затем и в других европейских странах. В 1910 году в Спрингфилде (штат Массачусетс) была построена первая фабрика Боша в США, а в 1914 году ещё один завод был открыт в Плейнфилде (штат Нью-Йорк). Представительства BOSCH были также открыты в Южной Америке, Азии, Африке и Австралии. Благодаря этому к 1913 году около 88 % продукции компании продавалось за рубежом.
После войны все иностранные представительства компании были конфискованы, но вскоре ей удалось воссоздать свою международную коммерческую сеть. Крупным достижением того времени стало создание компанией Боша дизельного насоса.

### Политическая деятельность
Роберт Бош всегда был политически активен и не скрывал своих либеральных взглядов. В 1920—1930-е годы его основное внимание было уделено вопросу перемирия Германии и Франции, поскольку он считал, что достижение взаимопонимания между двумя соседями станет важным шагом к объединению Европы. Бош также выступал противником нацистского режима и оказывал поддержку антифашистскому сопротивлению в 1930-е годы.

### Благотворительность
С 1880 года Бош состоял в американском союзе Рыцари труда. В 1910 году он пожертвовал около миллиона немецких марок Высшей технической школе Штутгарта. В период Первой мировой войны он, отказавшись от прибыли на поставках вооружений, перечислял миллионы на благотворительность. В 1940 году состоялось открытие построенной на его средства больницы.

## Личная жизнь

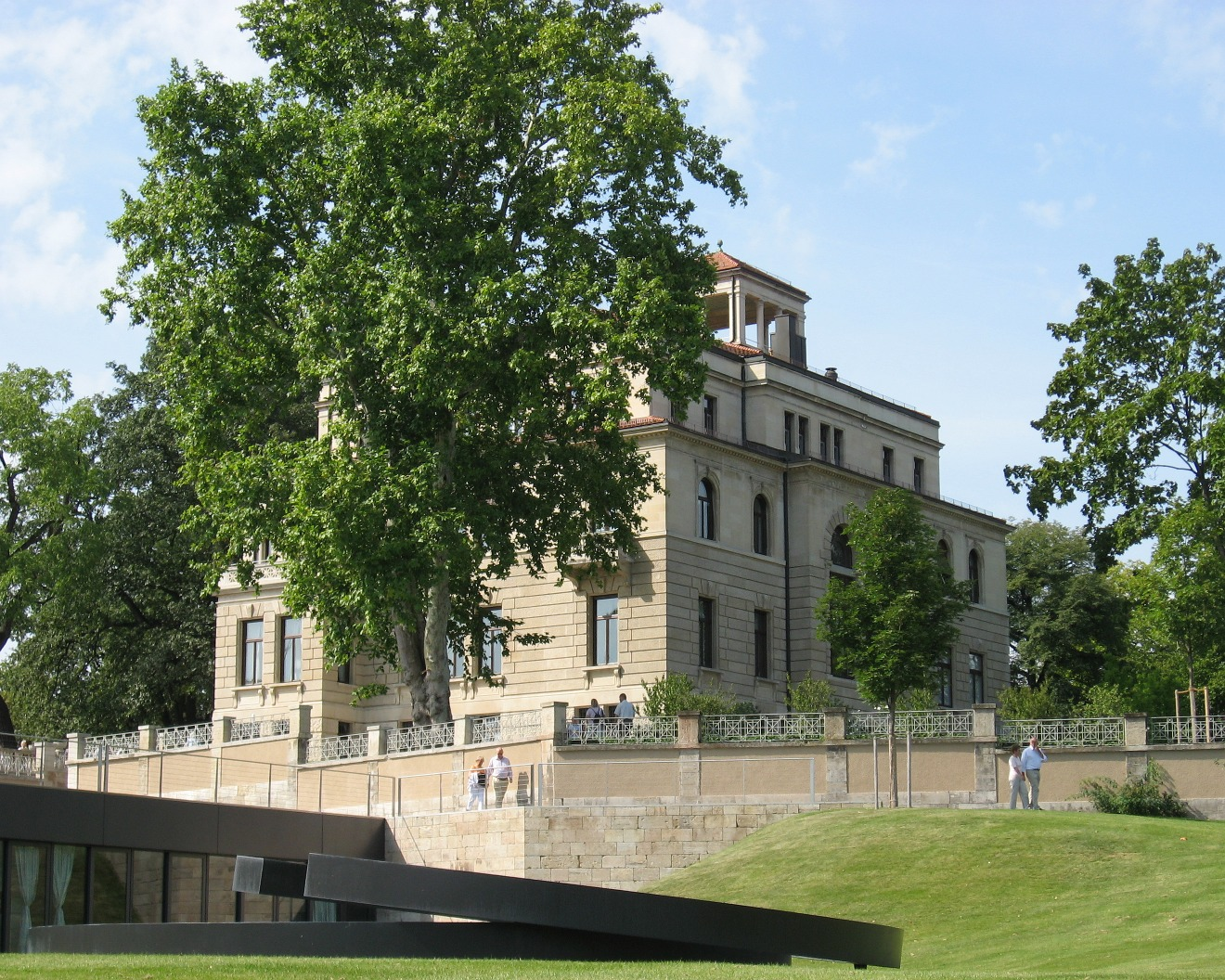
Дом Роберта Боша в Штутгарте

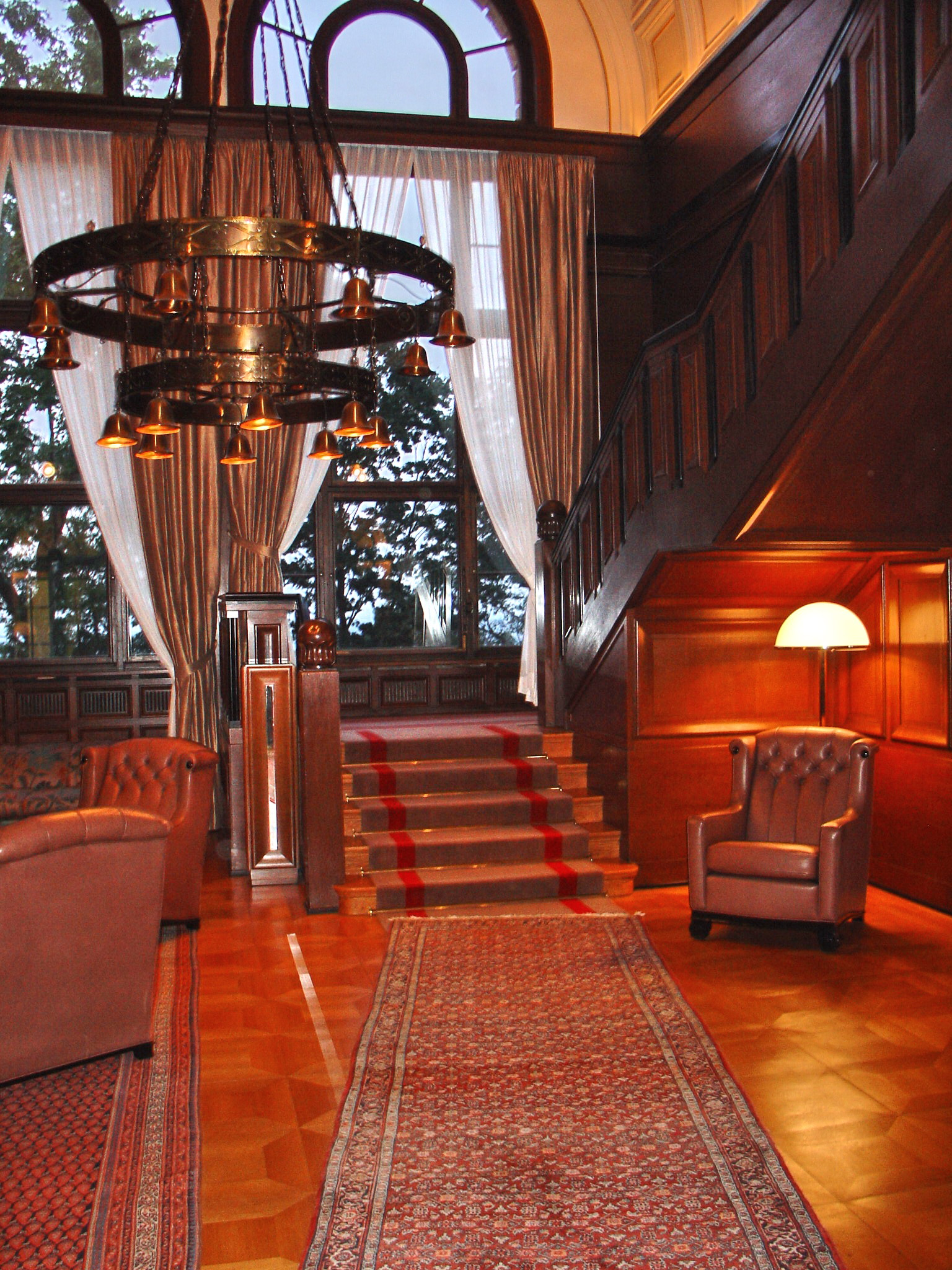
Интерьер дома Роберта Боша

10 октября 1887 года Бош женился на Анне Кайзер. В 1888 году у них родилась дочь Маргарита, в 1889 — дочь Паула, которая вышла замуж за художника Георга Фридриха Цунделя после его развода с Кларой Цеткин. В 1891 году у Бошей родился сын Роберт, умерший в 1921 году от рассеянного склероза. После распада первого брака в 1927 году Бош женился на Маргарите Вёрц. У них было двое детей — Роберт (род. 1928) и Ева (род. 1931). Бош любил заниматься сельским хозяйством и имел собственную ферму к югу от Мюнхена. Любимым занятием Боша была охота, которой он начал заниматься ещё вместе с отцом в раннем детстве.

### Наследие
Бош скончался в 1942 году в Штутгарте на 81-м году жизни. В своём завещании 1937 года он указал направить дивиденды от акций на благотворительные цели. В начале 1960-х годов наследники передали свои доли в Robert Bosch GmbH (Фонд, основанный Бошем ещё в 1921 году и позднее названный его именем). Сегодня эта организация владеет 92 % уставного капитала концерна.

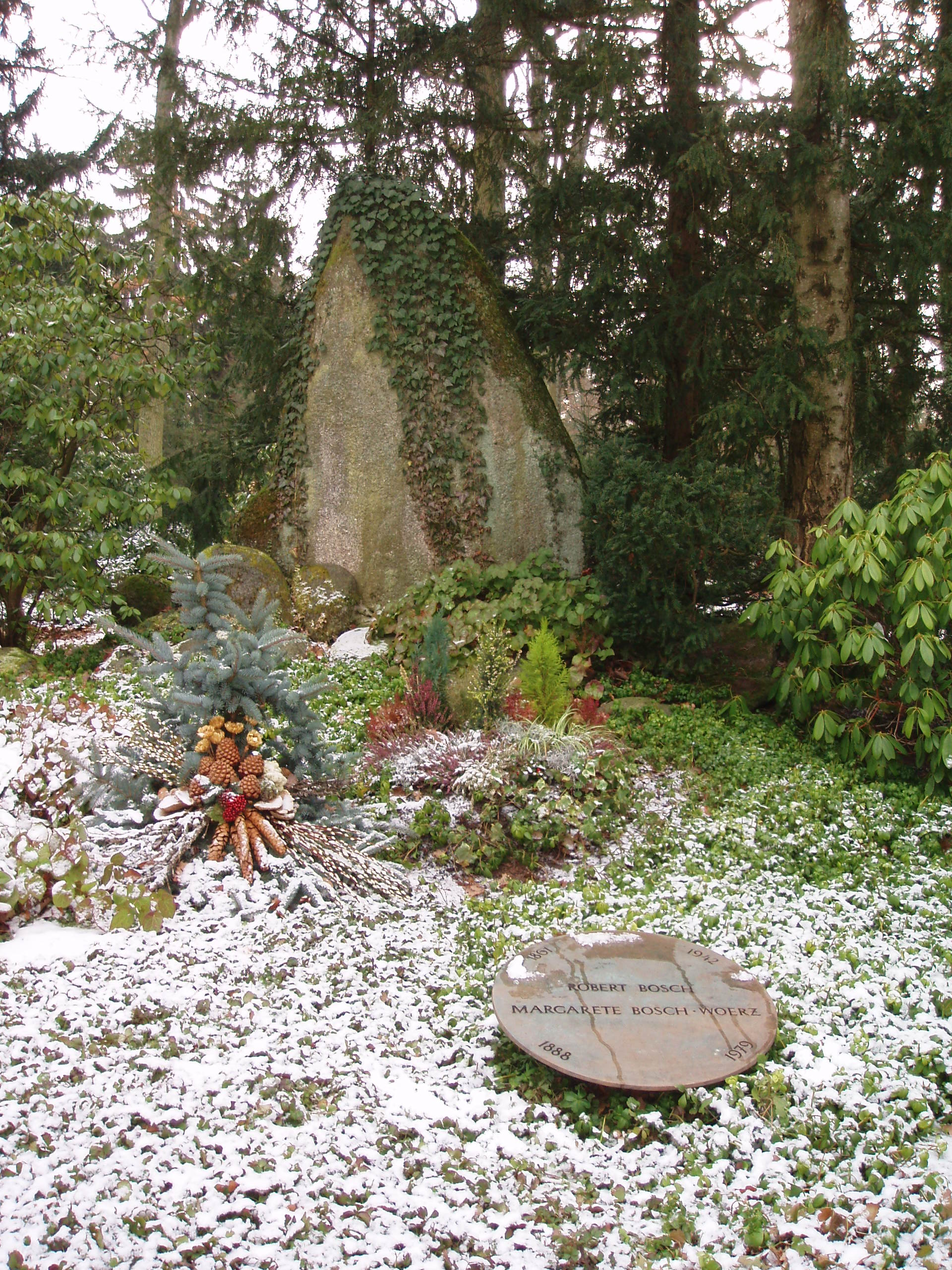
Могила Роберта Боша